# Ribjek (gmina Osilnica)
Ribjek – wieś w Słowenii, w gminie Osilnica. W 2018 roku liczyła 19 mieszkańców.